# Lepra
A lepra vagy Hansen-betegség (régi magyar nevén bélpoklosság) egy idült, fertőző betegség. A Mycobacterium leprae okozza, amely a TBC kórokozójához hasonlít.
Lappangási ideje változó, pár hónaptól akár 40 évig is terjedhet. A betegség klinikai formái sokrétűek, legismertebb a viszonylag jóindulatú, lassú lefolyású tuberkuloid lepra, mely a bőrt és a környéki idegeket támadja meg, és van a gyors lefolyású, erősen fertőző lepromatózus lepra, amely a bőrön göböket képez (leprómák), megtámadja az idegeket és a zsigereket is. Jelenleg 2-10 évnyi kezeléssel, antibiotikumok keverékével gyógyítható. Kutatók megfigyelték, hogy az emberek 95%-a eleve immunis a lepra baktériumára.
A leprát az elhanyagolt trópusi betegségek kategóriájába sorolják be. E betegség évezredek óta sújtja az emberiséget. Neve a görög λέπρᾱ (léprā), λεπῐ́ς (lepís; „pikkely”) szavakból származik, míg a „Hansen-betegség” elnevezést egy norvég orvos, Gerhard Armauer Hansen után kapta. A leprát a történelem folyamán társadalmi bélyegnek tartották, ami még ma is akadálya annak, hogy a betegség tüneteit magukon észlelő személyek orvoshoz forduljanak, és így korán kezelést kaphassanak. A leprás betegek elkülönítése, illetve lepratelepeken való elhelyezése még napjainkban is előfordul India, Kína, és Afrika egyes részein. A legtöbb lepratelep azonban bezárt, mivel a lepra nem annyira fertőző. Egyesek a „leprás” elnevezést sértőnek tekintik, s előnyben részesítik a „leprával fertőzött személy” elnevezést.
A Leprások Világnapját először 1954-ben tartották meg, hogy felhívják a leprával fertőzött emberekre az emberiség figyelmét.

## A betegség
A Hansen-betegség néven is ismert lepra hosszú lefolyású fertőzés, melyet a Mycobacterium leprae vagy a Mycobacterium lepromatosis nevű baktérium idézi elő. A fertőzés az idegekben, a légzőszervben, a bőrben, és a szemekben is okozhat károsodást. Az idegi károsodás a fájdalomérzet hiányához is vezethet, ami akár az érintett személy végtagjainak az elvesztését is maga után vonhatja észre nem vett sebei ismételt sérüléseinek vagy fertőzéseinek köszönhetően. Az ilyen beteg izomgyengeséget, illetve látáskárosodást is megtapasztalhat. A lepra tünetei egy éven belül jelentkezhetnek, ám egyeseknél 20 év, vagy annál is több eltelhet az első tünetek megjelenéséig.
A lepra emberről emberre terjed, habár ehhez kiterjedt testi kontaktusra is szükség van.
Hozzávetőleg 95%-a azoknak, akik elkapják az M. leprae-t, nem betegednek meg. Feltételezik, hogy a leprával fertőzött személy köhögésével, illetve orrváladékával terjed a betegség. Genetikai tényezők éppen úgy, mint az immunrendszer működése szerepet játszik abban, hogy egy adott személy mennyire könnyen kapja el a betegséget. A lepra azonban nem betegíti meg a várandós anyák magzatait, illetve nem terjed szexuális úton sem. E betegség gyakrabban üti fel a fejét a szegény néprétegek között. Két fő típusa (a kis és a nagy kórokozó sűrűségű) a jelenlevő baktériumok számában különbözik. Akinek kis kórokozó sűrűségű a betegsége, öt vagy kevesebb gyengén pigmentált érzéketlen bőrfolttal rendelkezik, míg a nagy kórokozó sűrűségű beteg testén ötnél több ilyen jellegű bőrfolt található. A diagnózist olyan bőrbiopszia erősíti meg, mely saválló kórokozók jelenlétét mutatja ki.
A lepra kombinált gyógyszerkezeléssel gyógyítható. A kis kórokozósűrűségű változatának a kezelése dapszonnal, rifampicinnel és klofaziminnel történik hat hónapon keresztül. A nagy kórokozósűrűségű lepra esetében ugyanezeket a gyógyszereket alkalmazzák tizenkét hónapon keresztül, azonban számos más antibiotikum használata is szóba kerülhet. A leprával fertőzött személyek így a családjuk körében élhetnek; iskolába vagy munkába járhatnak. 2018-ban világszerte 209 000 leprás esetet diagnosztizáltak, szemben az 1980-as évek 5,2 milliós esetszámával. Az újonnan diagnosztizált esetek száma 2016-ban 216 000 volt. Az új esetek többsége 14 országban fordul elő, s ezek több mint 60%-a Indiában. Az 1994-től 2014-ig tartó két évtized alatt világszerte 16 millió leprával fertőzött személyt gyógyítottak meg.

## A betegség tünetei
A leprának több típusa van.
- Lepromatosus: bőrben, nyálkahártyákon, zsigerekben képződő daganatszerű sejtszaporulatok (ún. granulomák, lepromák). A beteg váladékaival nagy számban ürítheti a kórokozókat, járványügyi szempontból ezért ez a forma a legjelentősebb.
- Tuberculoid: a bőr foltos elszíneződése és érzéketlenné válása, perifériás idegrendszeri bénulások, szövetelhalások, a végtagok, az arc megcsonkulása a jellemző. A tuberculoid formában a kórokozó a beteg váladékaiban ritkán mutatható ki.

A lepra különböző típusainak általános tünetei közé tartozik a váladékozó orr, a száraz fejbőr, a különböző szemproblémák, bőrsebek, az izomgyengeség, a vöröses bőrszín; az arc, a fülek, és a kezek bőrének sima, fényes, diffúz megvastagodása; a kéz- és lábujjak érzékvesztése, a perifériás idegek megvastagodása, a lapos orr az orr porcszövetének pusztulása miatt, illetve a beszédhang képzésének zavarai.
A lepra különféle módon betegítheti meg az embert. Átlagos lappangási ideje öt, de lehet akár húsz év is. A fertőzött személy észreveheti a tüneteket önmagán már az első évben, vagy akár a fertőzés után húsz esztendővel is. A leprabetegség első szemmel látható jele a gyakran sápadt vagy rózsaszín bőrfoltok jelentkezése, melyek hőmérsékletre vagy fájdalomra érzéketlenek. Az elszíneződött bőrfoltokat időnként olyan idegproblémák kísérik vagy előzik meg, mint a kezek vagy a lábfejek zsibbadása illetve érzékenysége. A felülfertőződés (azaz egy további bakteriális vagy virális fertőzés) szövetveszteséghez vezethet, mely a kéz és a láb ujjainak rövidülését illetve deformálódását okozhatja, mivel a bennük található porc feloldódik a beteg testében. Az érintett személy immunválasza a betegség formájának a függvénye.
A fertőzöttek mintegy 30%-a idegi károsodást tapasztal magán. A fennálló idegi károsodás korai kezeléssel visszafordítható, azonban tartóssá válik abban az esetben, ha az orvosi kezelés hónapokat késik. Az idegeket ért károsodás izomfunkció vesztéssel járhat, ami bénuláshoz vezet.
Abnormális érzékelés, más néven zsibbadtság is kialakulhat, melynek következtében további fertőzések, fekélyesedések, illetve ízületi torzulások jelenhetnek meg.

## A betegség előidézői
Az M. leprae és az M. lepromatosis idézheti elő a betegséget.
Az M. leprae a leprabetegség egyik kórokozója; saválló baktériumként az M. leprae vörös színűnek mutatkozik, amikor Ziehl-Neelsen festéssel beazonosítják. Az M. leprae és az M. lepromatosis azok a mikobaktériumok, melyek a leprabetegségért felelősek. Az M. lepromatosis egy viszonylag újonnan beazonosított mikobaktérium, melyet 2008-ban egy végzetes kimenetelű diffúz lepromatózus leprabetegből izoláltak. Az M. lepromatosis klinikailag nem különböztethető meg az M. leprae-től.
Az M. leprae egy sejten belüli, aerob, pálcika alakú saválló baktérium. E baktériumot viaszszerű sejtburok veszi körül, amely a Micobacteria nemzetség jellemzője.
Genetikai felépítésüket tekintve, az M. leprae és az M. lepromatosis nem rendelkezik az önálló növekedéshez szükségesek génekkel. Az M. leprae és az M. lepromatosis szükségszerűen sejten belüli kórokozók, s nem tenyészthetők ki laboratóriumi körülmények között. Kitenyésztésük képtelensége oda vezetett, hogy e baktériumokat a Koch-féle posztulátumok szigorúan vett értelmezése szerint határozták meg.
Míg a kórokozókat mind a mai napig lehetetlen kémcsőben kitenyészteni, olyan állatokban, mint az egér és az örvös tatu, sikeresen kitenyészthetők. Természetes módon előforduló fertőzöttségről tudósítottak nem emberszabású főemlősökben (beleértve az afrikai csimpánzt, a kormos mangábét, és a közönséges makákót), örvös tatukban, és vörös mókusokban. Az örvös tatu M. leprae törzseinek multi-lókusz szekvencia tipizálása arra enged következtetni, hogy azok legfeljebb néhány száz éve emberi eredetűek. A tudósok ezért azt gyanítják, hogy az örvös tatu először korai amerikai felfedezőktől kaphatta el a kórokozót véletlenül. E véletlenszerű kórokozó átvitel mint jelenség fennmaradt az örvös tatu populációban, s a baktérium az emberi szervezetbe is visszajuthatott, ezzel téve a leprát zoonotikus, azaz emberre átterjedő állatbetegséggé.

## Rizikófaktorok
E betegség gyakrabban üti fel a fejét a szegény néprétegek között, azonban nem minden M. leprae baktériummal fertőzött személynél jelentkeznek tünetek.
Olyan immunitást csökkentő tényezők, mint az alultápláltság, az egyéb betegségek, a genetikai mutációk növelhetik a leprabetegség kialakulásának a rizikóját. A HIV fertőzés azonban úgy tűnik,hogy nem növeli a betegség kialakulásának az esélyét. A betegségnek kitett személyek bizonyos genetikai tényezőit kapcsolatba hozták a lepromatózus illetve a tuberkuloid leprával.

## A betegség átvitele
A lepra átvitele akkor történik meg, amikor valaki szoros kontaktusba kerül egy fertőzött személlyel.
Az átvitel mechanizmusa még nem teljesen tisztázott, ám a kutatók a felső légúti rendszert gondolják a legvalószínűbb belépési útvonalnak. Korábbi kutatások a bőrt nevezték a betegségátvitel fő útvonalának, viszont a közelmúlt eredményei egyre inkább a légzőrendszeri útvonalat tekinti annak.
A lepra nem terjed szexuális úton, és a terhesség alatt nem fertőzi meg a születendő gyermeket. Az emberek többségénél (95%) még ha ki is vannak téve az M. leprae-nek, nem fejlődik ki a betegség. Az olyan alkalmi érintkezések, mint a kézfogás, vagy egy leprabeteg melletti ülés, nem vezet a betegség átterjedéséhez. A megfelelő kombinált gyógyszerkezelés megkezdését követő 72 óra elteltével a leprabetegeket nem tekintik fertőzőnek.
Az M. leprae emberi szervezetből való két távozási útvonalaként gyakran a bőrt és az orrnyálkahártyát nevezik meg, habár viszonylagos jelentőségük nem tisztázott. A lepromatózus eseteknél nagyszámú kórokozó mutatható ki mélyen a bőrben, ám kérdéses, hogy azok elegendő számban elérik-e a bőrfelszínt.

## Genetika
Nem mindenkinél jelenik meg a betegség azok közül, akiket megfertőz, vagy akik ki vannak téve az M. leprae-nek, s gyanítható, hogy a genetikai hajlam szerepet játszik a megbetegedéseknél. Egyes családokban halmozódnak a leprás esetek, s több genetikai variánst is már beazonosítottak. Azok közül, akik találkoztak e betegségnek sokuk immunrendszere képes volt elpusztítani a lepra baktériumát a fertőzés korai stádiumában, még mielőtt súlyos tünetek jelentek volna meg náluk. A sejt-közvetített immunitás egyik defektusa fogékonnyá teheti az embert a leprabetegségre, ha a szervezetét megtámadta a betegséget okozó baktérium. A DNS azon szegmense, mely felelős e genetikai variabilitásért szerepet játszik a Parkinson-kór kialakulásában is. E tény képezi az alapját annak a modern elképzelésnek, mely szerint a két rendellenesség biokémiai szinten kapcsolatban áll egymással.

## Megbélyegzés
A hatékony orvosi kezelések és a felvilágosító erőfeszítések ellenére, a leprával kapcsolatos megbélyegzés még mindig problémát jelent azokban a fejlődő országokban, ahol a lepra gyakori.
Maga a betegség rendkívül gyakori az elszegényedett, illetve a társadalom perifériájára szorult néprétegek között, ahol e társadalmi bélyeget feltehetően más társadalmi egyenlőtlenségek is súlyosbítanak. A társadalmi és családi kiközösítéstől, illetve a munkahely elvesztésétől való félelem hozzájárulhat a halogatott diagnózishoz illetve kezeléshez.
A világ több részén a népi hiedelmek, az ismeret hiánya, illetve a betegséggel kapcsolatos vallási képzetek folyamatosan befolyásolják e betegségtől szenvedők társadalmi megítélését. Brazíliában például úgy tartják, hogy a leprát kutyák terjesztik, s olyan betegség, mely a szexuális kicsapongással van kapcsolatban, és időnként az ember bűneinek vagy erkölcsi vétkeinek a büntetése. A társadalmi-gazdasági tényezőknek szintén közvetlen hatása van e betegségre. Amint a lepra tünetei nyilvánvalóvá válnak, az alsó társadalmi osztályba tartozó háztartási alkalmazottak, akik számára gyakran a tehetősebb réteg gondoskodik munkáról, úgy érzik, hogy megélhetésüket veszély fenyegeti. A betegség miatt kialakuló bőrelszíneződés, illetve sötétebb pigmentáció a társadalom részéről szintén negatív megítélés alá esik. India északi részén, extrém esetekben, a lepra és az „érinthetetlenség” státusza közé egyenlőségjelet tesznek, ami „gyakran sokáig azután is fennáll, miután a leprával fertőzött személy meggyógyul. Emiatt viszont őt egész életében a válás, a kilakoltatás, a munkanélküliség, illetve a társadalmi és családi kiközösítés fenyegeti.”

## Diagnózis
Azokban az országokban, ahol a lepra gyakran előfordul, akkor tekintenek valakit leprabetegnek, amikor a következő két dolog közül az egyik megfigyelhető esetében:
- Leprával kapcsolatos bőrrendellenesség határozott érzékvesztéssel együtt.
- Pozitív bőrkenet.

A bőrrendellenességekből egy vagy több található meg, s ezek az elváltozások rendszerint alacsonyan pigmentáltak, habár vöröses vagy rézszínű bőrelváltozások is előfordulnak esetenként.
Ezek lehetnek laposak (makulák vagy kiemelkedő papulák), illetve tömör kiemelkedő bőrterületek (nodulárisak). A bőrrendellenességekkel együtt tapasztalható érzékvesztés olyan jelenség, mely segíthet eldönteni, hogy az adott elváltozást lepra okozza-e, vagy egy másik fertőzés, mint pl. a tinea versicolor. A megvastagodott idegeket ugyan összefüggésbe hozzák a leprabetegséggel, s ezt kísérheti érzékvesztés illetve izomgyengeség; viszont a jellemző bőrrendellenesség és érzékvesztés nélkül, az izomgyengeség önmagában nem tekintendő a lepra megbízható jelének.
Bizonyos esetekben a saválló lepra baktériumok bőrkenetekben való jelenlétét kórmeghatározónak tekintik. Azonban e diagnózisok tipikusan laboratóriumi tesztek nélkül születnek, pusztán tüneteken alapulva. Ha egy adott személynél lepradiagnózis születik, viszont már látható elváltozásokat okozott szervezetében a betegség, a diagnózist megkésettnek tekintik.
Azokban az országokban illetve régiókban, ahol a leprabetegség ritka, a diagnózis gyakran megkésve születik meg, mivel az egészségügyi dolgozók nincsenek tisztában e betegséggel illetve tüneteivel. A betegség korai diagnózisa és kezelése meggátolja az idegrendszeri érintettséget, amely a lepra gyakori és jellegzetes tünete az általa okozott rokkantsággal együtt.
Nem létezik olyan ajánlott teszt, mely tünetmentes személyekben a látens leprabetegséget diagnosztizálná. Csak kevés látens leprabeteg esetében születnek pozitív tesztek anti-PGL-1 antitestekre. Az M. leprae bakteriális DNS meghatározható polimeráz láncreakció-alapú technika alkalmazásával. E molekuláris teszt ugyan önmagában nem elegendő a diagnózishoz, ám e
megközelítés alkalmazható azon személyek meghatározására, akik esetében a lepra megjelenésének illetve terjesztésének nagy a valószínűsége. Ők azok, akiknél már megfigyelhető valamilyen mértékű bőrrendellenesség, illetve valamilyen atipikus klinikai tünet.

## Megelőzés
Lényeges a betegség korai észlelése, mivel a fizikai illetve neurológiai károsodás még annak kezelésével együtt is visszafordíthatatlan lehet. A gyógyszeres kezelés csökkentheti annak a kockázatát, hogy a leprabeteggel együtt élők elkaphassák a betegséget, illetve azok is, akik az érintett háztartáson kívül kerültek kapcsolatba a beteg személlyel. A WHO azt javasolja, hogy megelőző gyógyszeres kezelést kapjon mindenki, aki közeli kapcsolatban van egy leprabeteggel. Az ajánlott megelőző kezelés a rifampicin egyszeri dózisa (SDR) olyan felnőttek és két évnél idősebb gyermekek esetében, akik szervezetében még nem jelent meg a lepra vagy a tuberkulózis kórokozója. A megelőző kezelést hozzák kapcsolatba a fertőzések 57%-os csökkenésével két éven belül, illetve 30%-os csökkenésével hat éven belül.
A Bacillus Calmette–Guérin (BCG) vakcina változó mértékű védelmet nyújt a lepra ellen a tuberkulózis elleni jellegén kívül. Úgy tűnik, hogy 26-41%-ban hatékony (a kontrollált esetek tükrében), és hozzávetőleg 60%-os hatékonyságot jelent a megfigyelésekre alapozva, abból kiindulva, hogy két dózis feltehetően hatékonyabb mint egy. 2018-ban a WHO szakemberei arra következtettek, hogy a születéskor beadott BCG vakcina csökkenti a lepra kockázatát, ezért alkalmazása ajánlott azokban az országokban, ahol gyakori e betegség és a tuberkulózis előfordulása. Egy hatékonyabb vakcina kifejlesztése folyamatban van.

## Lepra elleni gyógyszeres kezelés
Egykor úgy hitték, hogy a lepra rendkívül fertőző betegség, s ezért higannyal kezelték, éppen úgy mint a szifiliszt, melyet először 1530-ban írtak le. Számos, korai, leprának vélt eset feltehetően szifilisz lehetett.
Több olyan hatóanyag, mely gátolja a leprabaktérium szaporodását kezelés céljára elérhető. Rifampicinből, dapszonból és klofaziminből álló kombinált gyógyszerkúra ajánlott minden leprabetegnek: 6 hónapig a kis kórokozó sűrűségű lepra esetére, 12 hónapig a nagy kórokozó sűrűségűére.
A kombinált gyógyszeres kezelés (Multidrug Therapy – MDT) rendkívül hatékony, s a kezelt személyek az első havi dózist követően már nem fertőznek. Terepviszonyok között könnyű és biztonságos az alkalmazása, mivel naptári buborékcsomagolásban kerül forgalomba. A kezelést követő visszaesési ráta alacsony. Több országban megfigyelhető volt a betegségnek a gyógyszerrel szembeni ellenállása, bár az esetek száma alacsony volt. Azok akiknek a betegsége ellenáll a rifampicinnek, kezelhetők másodvonalas hatóanyagokkal mint pl. a fluorokinolok, a minociklin, vagy a klaritromicin; a kezelés időtartama azonban esetükben 24 hónapig tart e hatóanyagok alacsonyabb baktericid hatása miatt. A hatóanyagokkal szemben ellenálló leprára alkalmazható alternatív gyógyszerkúrák lehetséges előnyeinek és hátrányainak bizonyítéka még nem kézzelfogható.
A leprabetegség kórokozóját, az M. leprae-t, G. H. Armauer Hansen fedezte fel 1873-ban Norvégiában, ezzel meghatározva az első, emberi betegséget okozó baktériumot is. Az első hatékony kezelés (promin) az 1940-es években vált elérhetővé. Az 1950-es években forgalomba került a dapszon.
A további hatékony lepraellenes gyógyszerek utáni kutatás a klofazimin alkalmazásához vezetett az 1960-as években, illetve a rifampicin alkalmazásához az 1970-es években. Később az indiai tudós Shantaram Yawalkar és kollégái összeállítottak egy kombinált gyógyszerterápiát rifampicin és dapszon felhasználásával, melynek célja a leprabaktérium ellenállásának a gyengítése volt. A mindhárom gyógyszert tartalmazó kombinált gyógyszeres kezelést a WHO 1981-ben ajánlotta először. E három lepraellenes gyógyszert még mindig alkalmazzák a standard kombinált gyógyszeres kezelésekben.
Az első kezelésre ellenállással reagált a betegség. Egy adott közösségen belül lehetetlen volt sikeresen diagnosztizálni és kezelni a leprát, amíg az 1980-as évek elején be nem vezették a betegség kombinált gyógyszeres kezelését.

## Történelem
A kutatók szerint Kelet-Afrikából terjedt el a világ többi részeire. Európában már az ókorban is létezett és a keresztes háborúk idején tömegesen jelent meg a pestissel együtt, majd megjelenése fokozatosan szórványossá vált, de több fellángolása volt.
A lepra írásos nyomai évezredekre nyúlnak vissza. Különböző bőrbetegségek, melyeket lepraként értelmeztek, már megjelennek az ókori indiai Atharvavéda szövegében i.e. 600 előtt. Egy másik indiai szöveg, a Manusmriti (i.e. 200), megtiltotta a leprabetegekkal való érintkezést, s a velük kötött házasságot pedig büntethetővé tette.
A Biblia nyelvezetében a héber „tsara” vagy „tsaraath” szótő (צָרַע, tsaw-rah' – azaz leprával sújtottnak vagy leprásnak lenni), és a görög λεπρός (leprás) tágabb értelmű szavak, mint amire a Hansen-betegség meghatározásával kapcsolatos szűkebb használat utal. Bármilyen progresszív bőrbetegség (a bőr foltokban jelentkező kifehéredése; pikkelyes, sebes, fertőző, vagy kiütéses kidudorodása, stb.) éppen úgy mint bármilyen ruházat vagy bőreszköz általános penészedése illetve felszíni elszíneződése, ezen kívül az emberi lakóépületek falain és felületein jelentkező elszíneződések mind-mind a „lepra törvénye” alá estek (Mózes III. könyve 14:54-57). Az olyan ókori források mint pl. a Talmud (Szifra 63) világossá teszik, hogy a tzaraath olyan különböző fajta rendellenességekre illetve foltokra utal, amely a rituális tisztátalansággal van kapcsolatban, s ruha szövetén, bőreszközön, épületen, vagy emberi bőrön fordul elő. Az Újszövetség leír olyan eseményeket Jézussal kapcsolatban, amikor leprabetegeket gyógyít meg (Lukács 17:11), habár nem egyértelmű, hogy a tzaraath nevű betegség ott a Hansen-betegséggel azonos lenne. Az a bibliai szemlélet, miszerint a leprások tisztátalanok, megtalálható Mózes III. könyvének 13. részében, a 44. verstől a 46-ig versig terjedő szakaszban. Míg e szakasz a leprabeteget tisztátalanként határozza meg, mégsem mond ki felette határozott erkölcsi ítéletet. A korai keresztények közül egyesek úgy hitték, hogy akiket e betegség sújt, azokat Isten bűnös viselkedésük miatt bünteti vele. A betegséghez kötődő erkölcsi gondolattársítás az egész történelmen végigvonul. I. Gergely pápa (540-604) és Sevillai Szent Izidor (560-636) a leprásokat eretnekeknek tekintette.

### Középkor
A 12. és 13. században alapított leprásokat gondozó kórházak megnőtt száma alapján azt feltételezik, hogy a betegek száma a középkorban nőtt meg ugrásszerűen Európában. E korban egyedül Franciaországban közel 2000 leprakórház működött. A leprával kapcsolatos szemléletmód a középkori társadalmi közösségekben általában félelemből fakadt, s a leprásokról azt gondolták, hogy tisztátalanok, megbízhatatlanok, illetve erkölcsileg romlottak. Általános volt a társadalomtól való elkülönítésük; a leprabetegektől gyakran megkövetelték, hogy olyan ruházatot viseljenek, amely egyértelműen jelzi betegségüket, vagy pedig jelenlétüket jelző lepracsengőt hordjanak maguknál. Az 1179-ben összehívott harmadik lateráni zsinat, illetve Eduard király 1346-i rendelete elűzte a leprabetegeket a városok határaiból. A betegséggel kapcsolatos erkölcsi megbélyegzés miatt a kezelés fizikai és lelki módszereket is magában foglalt, ezért a leprakórházak az Egyház fennhatósága alá tartoztak.
A „lepra” szavunk a görög „λέπος (lépos) – bőr” szóból, illetve a „λεπερός (leperós) – pikkelyes ember” szóból származik.

### Norvégia
Norvégia volt a lepra nyomonkövetésével és kezelésével kapcsolatos progresszív álláspont helyszíne, s befolyásos szerepet játszott a betegség európai megítélésében is. Dr. J. J. Hjort 1832-ben elvégezte az első leprával kapcsolatos felmérést, így teremtve meg a járványkutatások alapját. Az ezt követő felmérések egy nemzeti leprabeteg nyilvántartás létrejöttéhez vezettek, melynek célja a lepra okainak a kutatása, illetve a fertőzési ráta nyomon követése volt. A korai leprakutatást Európa-szerte két norvég tudós, Daniel Cornelius Danielssen és Carl Wilhelm Boeck irányította. Munkájuk eredményeként jött létre a Nemzeti Leprakutató és Leprakezelő Központ (National Leprosy Research and Treatment Center). Danielssen és Boeck úgy vélték, hogy a lepra terjedése örökletes okokra vezethető vissza.

### Modern kor
A 19. században egyedül az akkor Svédországhoz tartozó norvég területen kétmillióan betegedtek meg leprában.
A Mycobacterium leprae-t 1873-ban Gerhard Armauer Hansen norvég orvos izolálta. Ez volt az első olyan baktérium, amelyről kimutatták, hogy emberi betegségeket okoz.
A 19. századtól az európai nemzetek átvettek néhány indiai és kínai gyógyítási gyakorlatot, a természetben előforduló olajok adagolásával. Injekcióban és szájon át adták be, és úgy vélték, hogy egyes embereket meggyógyítanak, de az eredmények változóak voltak. Csak az 1940-es években vált elérhetővé az első hatékony kezelés, a promin.
A betegség 1982 óta gyógyszerkombinációval gyógyítható, de a kezelés hosszadalmas és költséges.

### Mai elterjedése
A betegséget korábban már legyőzöttnek hitték, világszerte azonban még ma is milliós nagyságrendben jelentkezik és számos országban igen elterjedt.
Románia területén, Dobrudzsában, a Duna-delta vidékén, Tulcea megyében van egy lepraszanatórium (Tichilești), 2007 novemberében 23 beteggel. A települést sokan Európa utolsó ilyen „lepratelepé”-nek tartják, valójában Ukrajnában és Oroszországban is léteznek ilyen helyek.

## Leprával foglalkozó szervezetek
A világ jelenleg legnagyobb lepraszervezete a 31 tagországot egyesítő, londoni központú, 1874-ben alapított The Leprosy Mission International. Magyarországon Dobos Károly 1974-ben alapította a Lepramissziót, ami a Nemzetközi Lepramisszió egyetlen kelet-európai tagszervezete.